# Alfred von Gutschmid

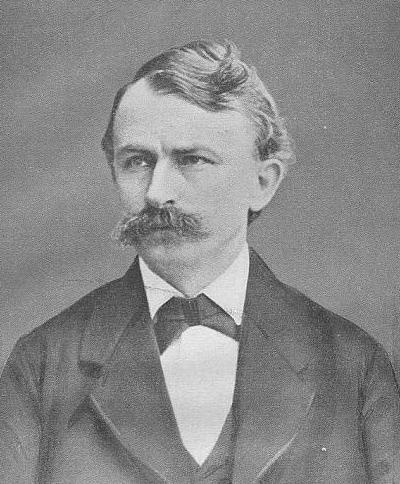
Alfred von Gutschmid.

Hermann Alfred von Gutschmid, född 1 juli 1831 i Loschwitz (numera en stadsdel i Dresden), död 2 mars 1887 i Tübingen, var en tysk friherre, historiker och orientalist. 
Gutschmid studerade filologi och historia vid universiteten i Leipzig och Bonn och blev 1854 filosofie doktor i Leipzig på avhandlingen De rerum aegyptiacarum scriptoribus graecis ante Alexandrum Magnum. År 1863 blev han extra ordinarie professor i historia vid Kiels universitet och 1866 ordinarie professor där. År 1873 överflyttade han till Königsberg, 1876 till Jena och 1877 till Tübingen. Han utgav bland annat Beiträge zur Geschichte des alten Orients (1858), Geschichte Irans von Alexander bis zum Untergang der Arsaciden (1887) och en mängd mindre avhandlingar i tidskrifter, encyklopedier och liknande, bland annat i Encyclopædia Britannica. De flesta av hans kritiska och andra avhandlingar utgavs av Franz Rühl, "Kleine Schriften von Alfred von Gutschmid" (fyra band, Leipzig 1889–93).